# Notitia criminis
Notitia criminis (em português, 'comunicação do crime' ou 'notícia-crime') é uma expressão latina que se refere à comunicação feita, por escrito, à autoridade pública competente (Ministério Público ou autoridade policial, conforme o caso ) sobre a ocorrência de um crime ou infração penal. Essa comunicação é necessária para que seja aberta a investigação.  Não se confunde com a denúncia, que é o instrumento inicial da ação penal pública. Portanto a notícia-crime não corresponde a uma petição inicial, ou seja, não instaura uma ação penal, mas apenas suscita a abertura de inquérito. A petição inicial, no caso de ação penal privada, é a queixa-crime dirigida à autoridade policial. No caso de ação penal pública, a petição inicial é a denúncia oferecida ao Ministério Público. 
O boletim de ocorrência é uma espécie de notícia-crime.